# نورثروپ گرومن ئی-۲ هاوک آی
نورثروپ گرومن ئی-۲ هاوک آی (به انگلیسی: Northrop Grumman E-2 Hawkeye) یک هواپیمای ساختِ کارخانهٔ گرومن در کشور ایالات متحده آمریکا است که در سال ۱۹۶۰ ساخته شد. نخستین استفاده‌کنندهٔ این هواپیما نیروی دریایی ایالات متحده آمریکا بوده‌است. این هواپیما برای نخستین بار در ۲۱ اکتبر ۱۹۶۰ میلادی مورد استفاده قرار گرفت.

## حوادث
در روز دوشنبه ۱۰ شهریور ۱۳۹۹ در جریان یک پرواز آموزشی در ایالت ویرجینیا یک فروند از این هواپیما متعلق به نیروی دریایی آمریکا سقوط کرد.